# Parc Montsouris
Il Parc Montsouris è un parco cittadino situato a Parigi, nel Quartier du Parc-de-Montsouris.
Inaugurato nel 1869, è uno dei quattro grandi giardini della capitale francese, insieme al Bois de Boulogne, al Bois de Vincennes e al Parc des Buttes Chaumont, creati dall'imperatore Napoleone III con l'ausilio del Barone Haussmann in ognuno dei quattro punti cardinali della città come luogo di svago per la crescente popolazione parigina. Il parco ha una superficie di 15,5 ettari ed è stato progettato come giardino all'inglese.
Il parco contiene un lago, una cascata, ampi prati leggermente pendenti e ospita numerose varietà di alberi e uccelli. È inoltre sede di una stazione meteorologica. I percorsi nel parco sono molto popolari e usati dai numerosi jogger durante i weekend.
Il parco è delimitato a sud dal Boulevard Jourdan e dalla Cité internationale universitaire de Paris, a nord da Avenue Reille, a est da Rue Gazan e da Rue de la Cité Universitaire ed infine ad ovest da Rue Nansouty e Rue Émile Deutsch-de-la-Meurthe.

## Origine del nome
Come riportato sul sito ufficiale del parco, l'etimologia del nome è da ricercarsi in un antico mulino a vento chiamato Moulin de Moque-Souris, che nel XVIII secolo si trovava vicino al parco, all'incrocio tra rue d'Alesia e rue de la Tomb-Issoire. Il nome Moque-Souris (tradotto: prende in giro i topi), di chiara origine scherzosa, era in realtà comune per i mulini francesi dell'epoca e suggeriva la volontà del mugnaio nello sfidare i topi a trovare del grano all'interno; con il tempo il nome si è evoluto in Montsouris.
Secondo un'altra teoria, il nome ha un'origine in comune con quello di un'antica strada principale, oggi Rue de la Tombe Issoire. La strada passava per un cimitero risalente all'epoca romana, in disuso dal IV secolo; un influente scrittore del XIII secolo dichiarò che una di queste tombe sarebbe stata il luogo di sepoltura di Ysoré, gigante protagonista di una leggenda locale. Nonostante non sia noto quanto la leggenda rispecchi effettivamente la realtà, dal XVIII secolo diversi punti di riferimento presero il nome di tombe Issoire; di conseguenza anche montsouris potrebbe essere un'evoluzione di mont Ysoré.

## Storia

Parc Montsouris

La costruzione del parco fu diretta da Jean-Charles Alphand, insieme al Barone Haussmann con l'assistenza dell'architetto urbano Gabriel Davioud e del giardiniere e paesaggista Jean-Pierre Barillet-Deschamps. Lo scopo del parco era di "portare vita e movimento al centro di un quartiere fino ad oggi lasciato nell'isolamento e nell'abbandono". Costoro realizzarono inoltre il Bois de Boulogne, il Bois de Vincennes e altri parchi del Secondo Impero francese. Il progetto fu approvato nel 1865 ma i lavori non iniziarono fino al 1867, a causa dei lunghi tempi per l'acquisto dei terreni necessari.
A differenza del Bois de Boulogne e del Bois de Vincennes, sull'area dove sarebbe sorto il parco non erano presenti alberi o altre forme di vegetazione. Vi era invece una grande cava di pietra il che rendeva la realizzazione molto più complicata; inoltre una rete di gallerie abbandonate si sviluppava nel sottosuolo, dove vi erano scheletri umani: questi tunnel facevano parte dell'ossario di Parigi, meglio conosciuto come le Catacombe di Parigi. Prima dell'avvio dei lavori quindi, fu necessaria la rimozione di circa ottocento scheletri. Ulteriore complicazione era data dai binari della ferrovia che circondava Parigi, che passavano proprio attraverso l'area.
Nonostante queste numerose difficoltà, i lavori procedettero speditamente. Fu scavato un lago artificiale di un ettaro, riempito grazie a un canale artificiale che vi immetteva l'acqua attraverso una cascata artificiale formata da rocce e cemento. Furono allestite scalinate sui pendii delle colline oltre a sentieri tortuosi e stradine attraverso tutto il parco, Davioud disegnò e costruì padiglioni, un teatro, palchi per orchestre e un cafè mentre Barillet-Deschamps piantò centinaia tra alberi, cespugli e aiuole fiorite. Ogni caratteristica del parco era finalizzata a ricreare un paesaggio naturale, con spazi ricreativi e per il relax, che potessero essere goduti dai parigini di ogni classe sociale. Il parco fu ufficialmente inaugurato nel 1869 ma i lavori andarono avanti sino al 1878
Secondo una leggenda, il giorno dell'inaugurazione ufficiale, a causa di un errore idraulico, il lago si prosciugò e un ingegnere del parco ne fu così sconvolto che si tolse la vita. Effettivamente esistono notizie riguardo a un prosciugamento accidentale del lago un giorno del 1878, ma nessun riferimento a un suicidio.
Durante la Comune di Parigi del 1871, nel parco sorse un accampamento militare e vi furono degli scontri tra esercito e comunardi.
Nell'ottobre del 1897, il parco fu il luogo d'incontro tra alcune figure coinvolte nel Affare Dreyfus, tra cui Ferdinand Walsin Esterhazy e Maximilian von Schwartzkoppen.
Durante la seconda guerra mondiale, un soldato francese, Pierre Durand, fu ucciso all'interno del parco da una bomba. Un piccolo monumento vicino al lago è stato eretto per ricordare l'evento. Nel 1942, durante l'occupazione tedesca, una statua allegorica della Rivoluzione Francese del 1893, opera dello scultore Auguste Paris, fu requisita e fusa per ottenerne il bronzo.

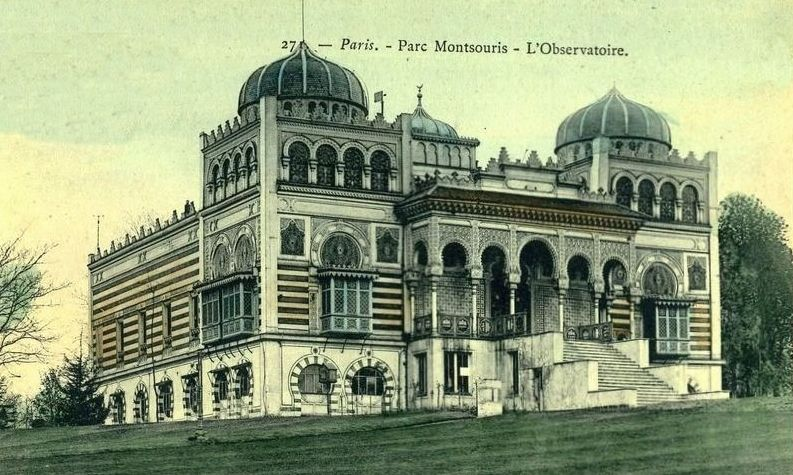
Il Palazzo del Bardo: una riproduzione in scala del Palazzo dei Bey di Tunisi, opera dell'architetto Alfred Chapon.

Per decenni la struttura più famosa del parco è stato il "Palazzo del Bardo", una riproduzione in scala del palazzo dei Bey di Tunisi, fatta in legno e stucco, originariamente costruita per l'Esposizione Universale di Parigi del 1867 su progetto dell'architetto Alfred Chapon. Fu traslata all'interno del parco dall'architetto Gabriel Davioud e piazzata nel suo punto più alto (75 metri s.l.m.) che corrisponde al punto più alto di Parigi alla riva sinistra della Senna. Per molti anni è stata la sede di una stazione meteorologica ma, essendo stata ideata per essere temporanea, iniziò a deteriorarsi: la stazione si trasferì in un nuovo edificio e il Palazzo fu trascurato ed esposto al vandalismo. Nel 1991, ciò che ne rimaneva fu distrutto da un incendio.

### Il Meridiano di Parigi

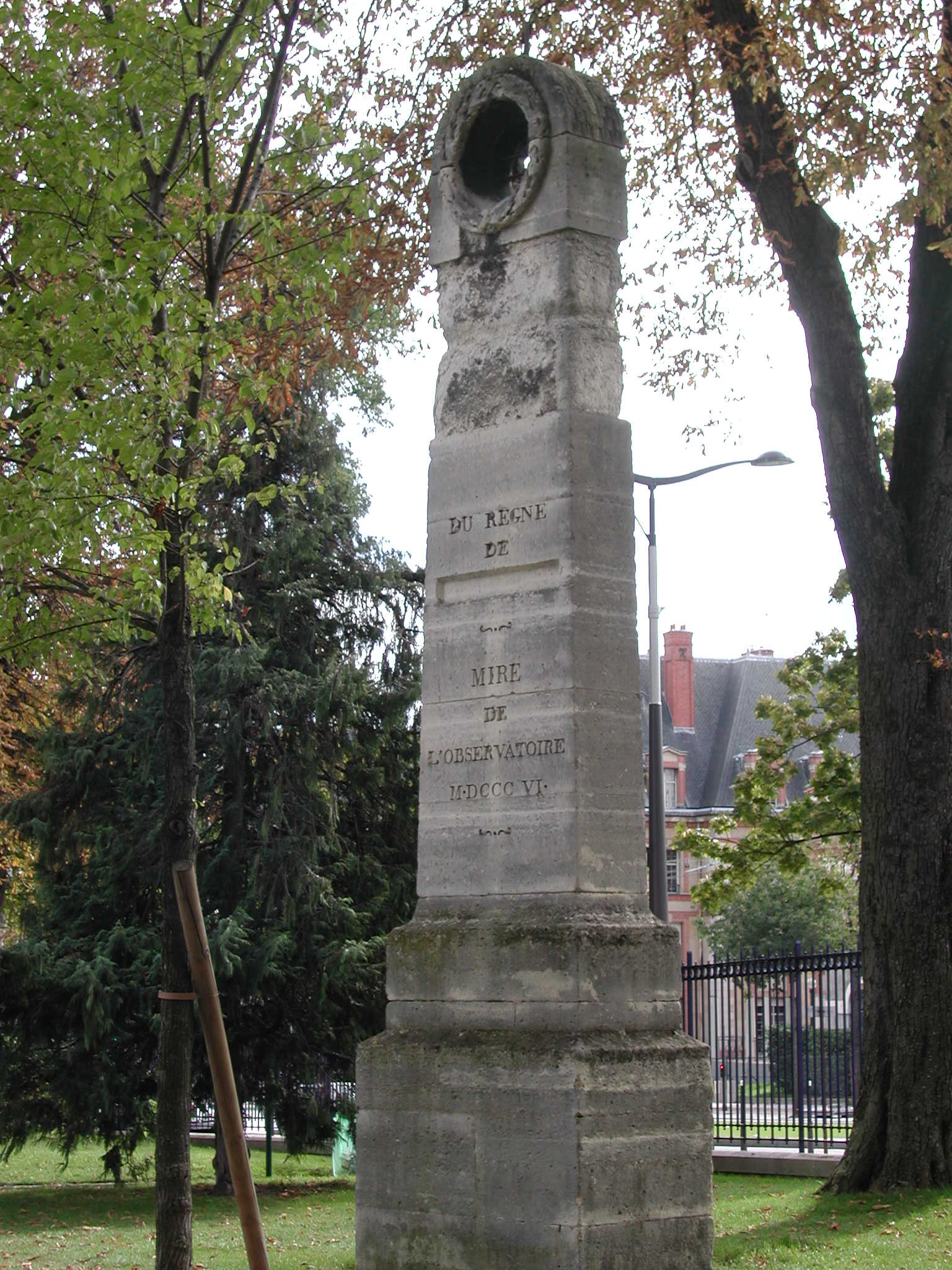
Monumento al Meridiano di Parigi

Un monumento in pietra all'interno del parco indica la localizzazione del Meridiano di Parigi, una linea immaginaria che attraversa l'intera Parigi, passando attraverso il centro della città. La linea fu definita per la prima volta nel 1667 da alcuni astronomi francesi e fu usata come punto zero per la longitudine sulle mappe francesi fino al 1884, quando la Francia accettò, anche se con riluttanza, di adeguarsi al Meridiano di Greenwich.
Il monumento era originariamente situato nel giardino dell'Osservatorio di Parigi. L'iscrizione mostra che fu eretto nel 1806 durante l'impero di Napoleone Bonaparte, sebbene il suo nome sia stato cancellato durante la Restaurazione della monarchia Borbonica. La sua posizione attuale non è esattamente in linea con il Meridiano di Parigi, bensì circa settanta metri ad est.

## Flora e fauna
La fauna del parco comprende in particolare volatili: si contano circa quaranta specie di anatre selvatiche, oche, aironi e altri uccelli migratori. Sono presenti inoltre alcune tartarughe provenienti dalla Florida
Gli alberi più comuni del parco sono:
- Ippocastano (Aesculus hippocastanum)
- Tasso (Taxus baccata)
- Cedro (Cedrus)
- Faggio (Fagus sylvatica tortuosa)
- Platano (Platanus)

Le specie più rare sono invece:
- Ginkgo (Ginkgo biloba)
- Albero della seta persiano (Albizia julibrissin)
- Spino di Giuda (Gleditsia triacanthos)
- Paulonia (Paulownia tomentosa)
- Koelreuteria bipinnata

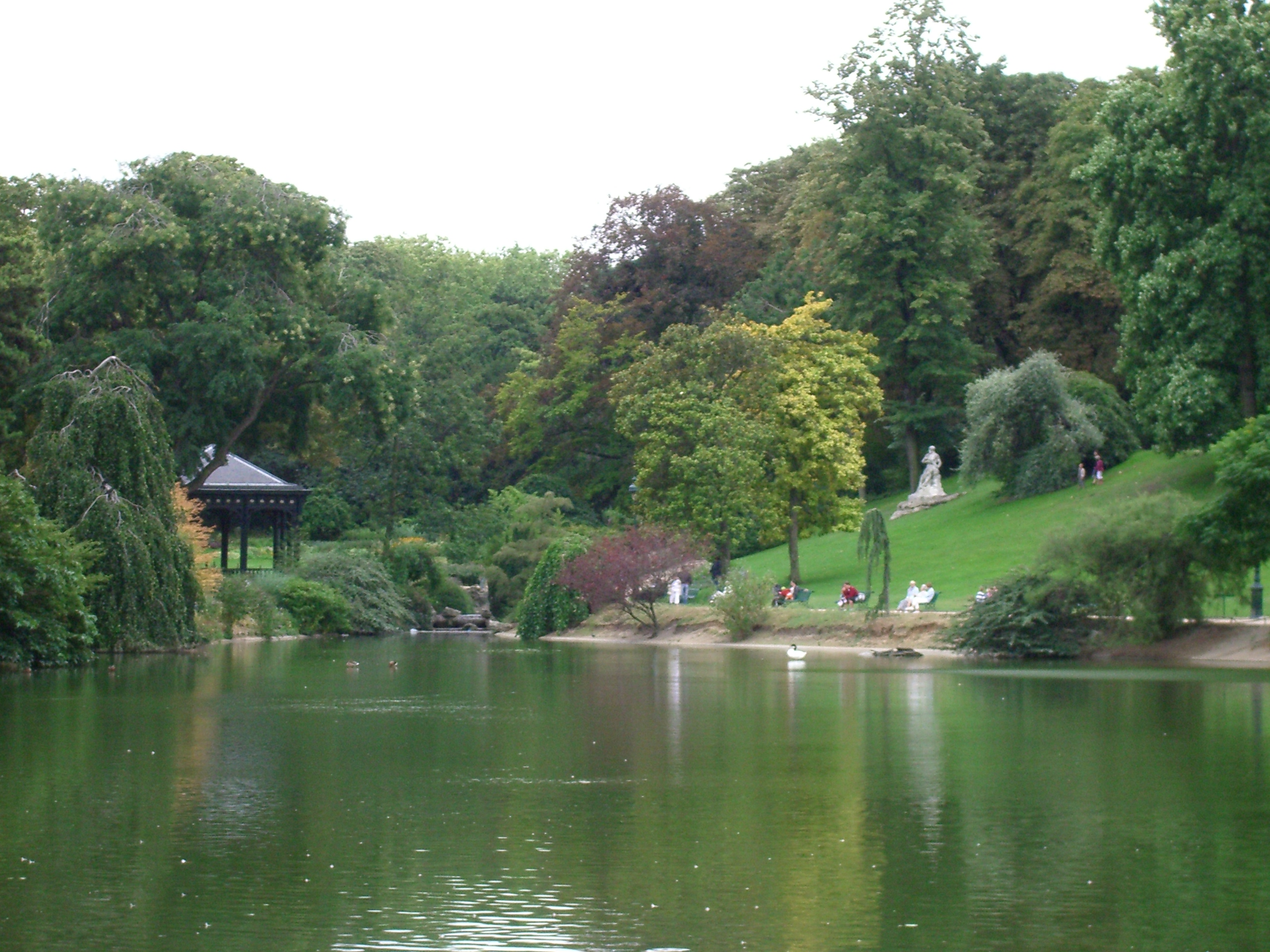
Il lago, che ospita cigni, anatre e altri uccelli d'acqua.
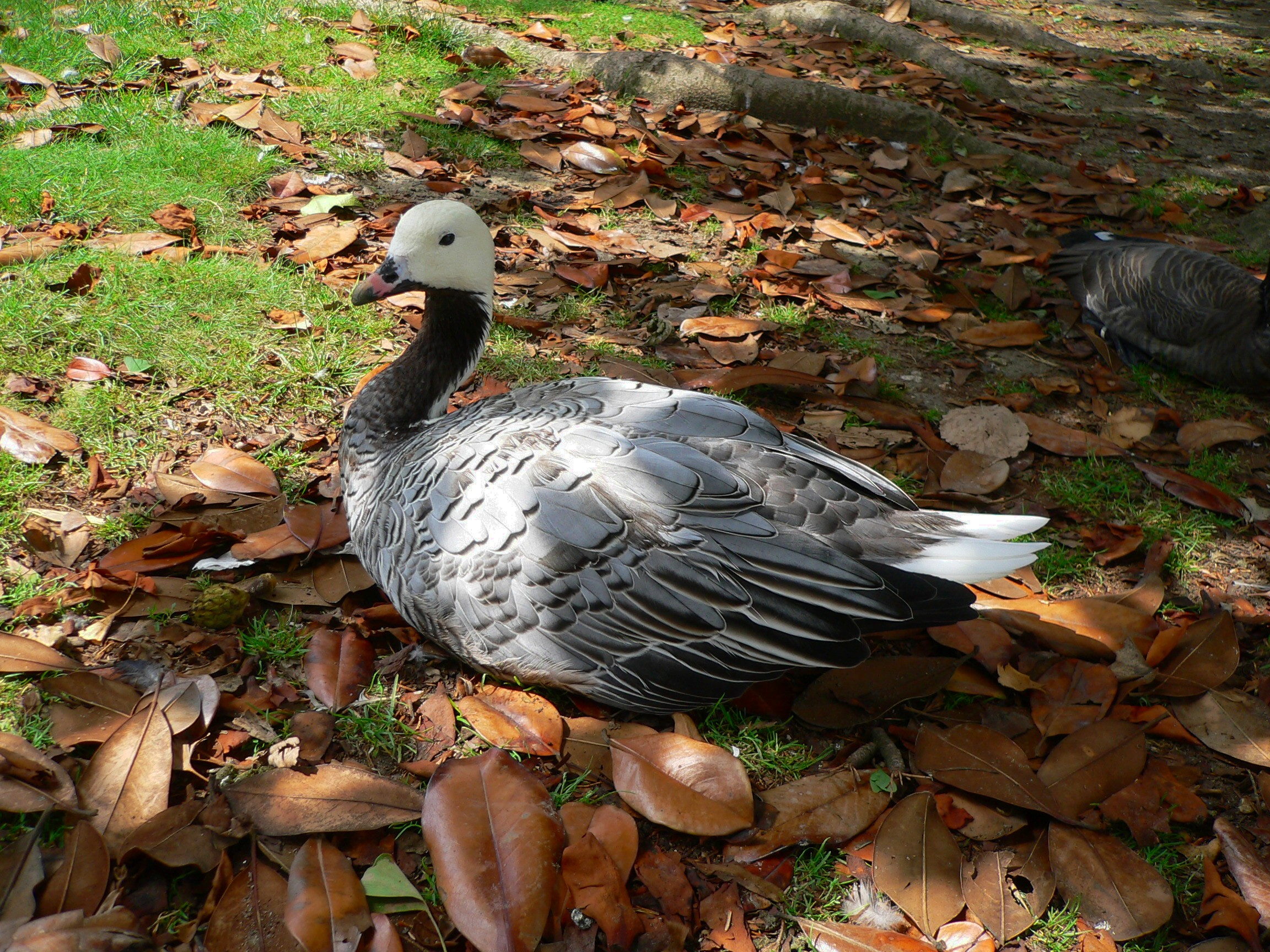
Un'oca cignoide (Anser cygnoides) su delle foglie di magnolia.
Due aesculus sylvatica vicino all'entrata del parco. Sono particolarmente enormi poiché sono stati innestati in aesculus hippocastanum.
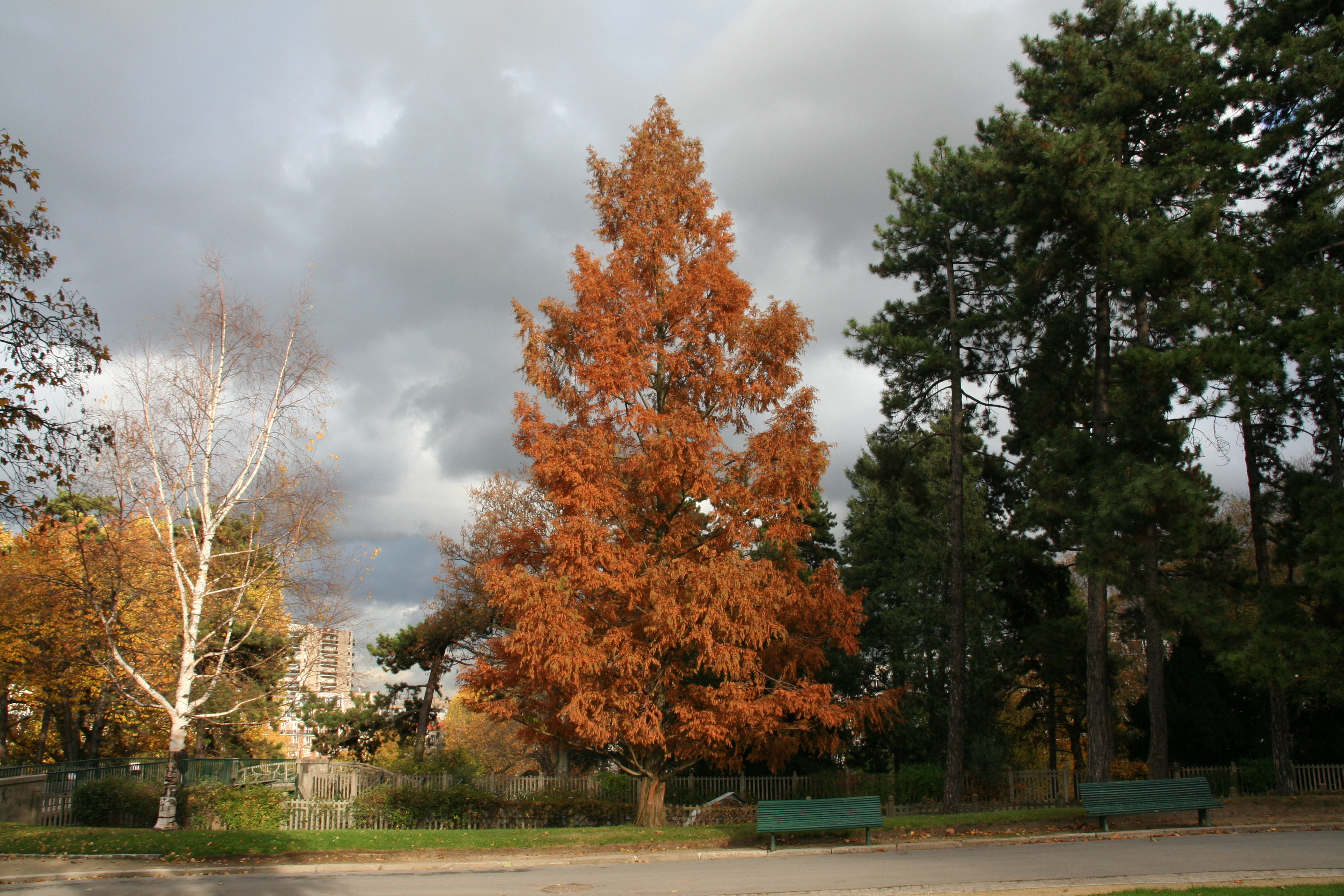
L'unica Metasequoia glyptostroboides del parco.

## Arte e architettura
Il parco ospita sculture di bronzo e di marmo, realizzate da artisti fra i quali si ricordano Jules-Felix Coutan, Antoine Étex, Henri Bouchard e José de San Martin.

## Accessibilità
Il parco Montsouris è accessibile attraverso i servizi di trasporto pubblico:
- RER B, stazione Cité universitaire.
- tram linea T3a, stazioni Cité universitaire e Montsouris.